# Estación de Burgdorf
La estación de Burgdorf es una estación ferroviaria situada en la comuna suiza de Burgdorf, en el Cantón de Berna.

## Historia y situación
La estación fue inaugurada en el año 1857 con la puesta en servicio del tramo Herzogenbuchsee - Berna de la línea Olten - Berna. A ella se le sumó otra línea, Soleura - Emmental, así como la línea Burgdorf - Thun.
Actualmente, la estación está integrada en el núcleo urbano de Burgdorf. Por ella pasa la línea Berna - Olten, y de ella salen por el lado con dirección a Berna, las líneas hacia Langnau im Emmental/Thun hacia el sur; y hacia el norte la línea de Soleura. La estación consta de tres andenes y 5 vías pasantes, a las que hay que sumar la existencia de vías toperas para el apartado de material. En cuanto a los servicios que presta, tiene consigna manual, agencia de viajes de los SBB-CFF-FFS, taquilla para la venta de billetes, puesto de información y venta, o aparcamiento de 155 plazas entre otras cosas. Actualmente se está reformando la estación.

## Servicios ferroviarios
Cuenta con varios tipos de servicios enfocados hacia un ámbito regional o de proximidad, aunque también existen trenes InterRegio que permiten conexiones de mayor recorrido. Los trenes son operados por SBB-CFF-FFS o BLS:
- IR Berna - Burgdorf - Olten - Zúrich - Schaffhausen. Conexiones InterRegio cada hora por sentido. No todas llegan hasta Schaffhausen, acabando algunos servicios en Zúrich o en Olten.

- RE Berna - Burgdorf - Wynigen - Herzogenbuchsee - Langenthal - Olten. Trenes RegioExpress con frecuencias cada hora desde primera hora de la mañana hasta la medianoche.

- RE Soleura - Burgdorf - Thun. Tienen una frecuencia cada hora desde primera hora de la mañana hasta el final de la tarde, realizando menos paradas que los trenes Regio que cubren la misma línea.

- R Soleura - Burgdorf - Thun. Estos trenes Regio efectúan parada en todas las estaciones de la línea. Existen varias frecuencias a lo largo del día, aunque sólo unas pocas hacen el trayecto completo desde Soleura hasta Thun, puesto que la mayoría son servicios Soleura - Thun.

Además, Burgdorf forma parte del grupo de comunas a las que llega la red de cercanías S-Bahn Berna, líneas de trenes de proximidad con altas frecuencias. A la estación de Burgdorf llegan las líneas S4 y S44:
- S4 Langnau – Burgdorf – Zollikofen – Bern – Belp – Thun.

- S44  Sumiswald-Grünen – Ramsei –/(Soleura–) Wiler –  Burgdorf – Bern Wankdorf – Bern – Belp – Thun. Los trenes circulan en doble composición desde Berna hasta Burgdorf, donde se separan las dos ramas, circulando una hacia Wiler (En ocasiones hasta Soleura) y otra hacia Sumiswald-Grünen. A la vuelta ocurre el proceso inverso. Esta línea circula como semidirecto entre Berna y Burgdorf, puesto que únicamente para en las estaciones principales.